# 弦楽四重奏曲第10番 (シューベルト)
弦楽四重奏曲第10番 変ホ長調 作品125-1, D 87 は、フランツ・シューベルトが1813年に作曲した弦楽四重奏曲。

## 概要
本作がどのような経緯で作曲されたのかは不明であるが、シューベルト研究で著名な音楽学者オットー・エーリヒ・ドイッチュは、当時16歳だったシューベルトが自身の家族と一緒に演奏するために作曲し、実際に演奏されたものと考えている（そのため、海外では本作を「家族」や「家庭」を意味する "Haushaltung" という愛称で表記される場合もある）。
また「第10番」という通し番号は、ブライトコプフ・ウント・ヘルテル社から出版された旧シューベルト全集で付けられたものであるが、これはシューベルトの死後から間もない1830年に本作が出版された際に、『第11番 ホ長調』（D 353）と共に「作品125」として出版されたため、同時期の作品と誤解されたためである。しかし、実際に本作が作曲されたのは1813年の11月であり、これは『第6番 ニ長調』（D 74）と『第8番 変ロ長調』（作品168, D 112）の間である。
さらに、本作のドイッチュ番号は『第7番 ニ長調』（D 94）よりも若い「D 87」という番号が与えられているが、こちらも近年の研究では第7番は本作よりも前の『第1番 ト短調/変ロ長調』（D 18）と『第2番 ハ長調』（D 32）の間の1811年（もしくは1812年）に作曲されたものと考えられているため、ズレが生じている。

## 曲の構成
全4楽章、演奏時間は約26分。全ての楽章が同じ調で書かれているホモトナルの作品であり、初期の作品だけに、シューベルトの個性が強く出ているわけではないが、既に伸び伸びとした楽想をおいている。
- 第1楽章 アレグロ・モデラート
変ホ長調、2分の2拍子（アラ・ブレーヴェ）、ソナタ形式。
付点リズムと3連音の使用がみられる。

- 第2楽章 スケルツォ：プレスティッシモ - トリオ
変ホ長調 - ハ短調、4分の3拍子、複合三部形式。
「スケルツォ」と表記されているものの、実際はテンポの速いメヌエットともいえる楽章である。

- 第3楽章 アダージョ
変ホ長調、8分の6拍子、三部形式。

- 第4楽章 アレグロ
変ホ長調、4分の2拍子、ソナタ形式。